# Francisco Colom
Francisco Colom es un deportista español que compitió en vela en la clase 470.
Ganó una medalla de bronce en el Campeonato Mundial de 470 de 1974 y una medalla de plata en el Campeonato Europeo de 470 de 1974.

## Palmarés internacional
| \| Campeonato Mundial \| Campeonato Mundial \| Campeonato Mundial \| Campeonato Mundial \| \| Año \| Lugar \| Medalla \| Clase \| \| ------------------ \| ------------------- \| ------------------ \| ------------------ \| \| 1974 \| Nápoles ( Italia) \| Medalla de bronce \| 470 \| \| Campeonato Europeo \| \| \| \| \| Año \| Lugar \| Medalla \| Clase \| \| 1974 \| El Masnou ( España) \| Medalla de plata \| 470 \| |                     |                   |       |
| Campeonato Mundial |                     |                   |       |
| Año | Lugar               | Medalla           | Clase |
| 1974 | Nápoles ( Italia)   | Medalla de bronce | 470   |
| Campeonato Europeo |                     |                   |       |
| Año | Lugar               | Medalla           | Clase |
| 1974 | El Masnou ( España) | Medalla de plata  | 470   |